# Horeanî, Bar
Horeanî (în ucraineană Горяни) este un sat în comuna Luka-Barska din raionul Bar, regiunea Vinnița, Ucraina.

## Demografie
Componența lingvistică a localității Horeanî
     Ucraineană (97,7%)
     Rusă (1,97%)
     Alte limbi (0,33%)
Conform recensământului din 2001, majoritatea populației localității Horeanî era vorbitoare de ucraineană (97,7%), existând în minoritate și vorbitori de rusă (1,97%).